# 13 Tzameti
13 Tzameti is een Franse thriller uit 2005 onder regie van Géla Babluani. De film werd genomineerd voor diverse prijzen en wist er tien te winnen.
Tzameti is Georgisch voor het getal 13. In 2010 bracht Géla Babluani een Amerikaanse remake van de film uit, 13, met in de hoofdrollen Alexander Skarsgård, Jason Statham en Mickey Rourke.

## Verhaal
Sébastien werkt voor een man die op allerlei manieren aan geld probeert te komen. Wanneer de man overlijdt, besluit Sébastien aanwijzingen op te volgen die voor de man bestemd waren. Hij belandt in een klandestiene wereld waarin mannen gokken op het leven van anderen.

## Rolverdeling
| Acteur           | Personage              |
| ---------------- | ---------------------- |
| George Babluani  | Sébastien              |
| Aurélien Recoing | Jacky                  |
| Pascal Bongard   | Le maître de cérémonie |

## Prijzen
| Jaar | Festival/Prijs                           | Categorie                                | Genomineerde(n)  | Uitslag     |
| ---- | ---------------------------------------- | ---------------------------------------- | ---------------- | ----------- |
| 2005 | Tbilisi International Film Festival      | Best Director                            | Géla Babluani    | Gewonnen    |
| 2005 | Filmfestival van Venetië                 | Luigi De Laurentiis Award                | Géla Babluani    | Gewonnen    |
| 2005 | Filmfestival van Venetië                 | Netpac Award                             | Géla Babluani    | Gewonnen    |
| 2006 | European Film Award                      | European Discovery                       | Géla Babluani    | Gewonnen    |
| 2006 | Filmfestival van Sitges                  | Best Original Soundtrack                 | Arnaud Taillefer | Gewonnen    |
| 2006 | Filmfestival van Sitges                  | Best Film                                | Géla Babluani    | Genomineerd |
| 2006 | Sundance Film Festival                   | World Cinema - Dramatic                  | Géla Babluani    | Gewonnen    |
| 2006 | Transilvania International Film Festival | Best Cinematography                      | Tariel Meliava   | Gewonnen    |
| 2006 | Transilvania International Film Festival | FIPRESCI Prize                           | Géla Babluani    | Gewonnen    |
| 2007 | César                                    | Meilleur espoir masculin                 | George Babluani  | Genomineerd |
| 2007 | César                                    | Meilleur premier film                    | Géla Babluani    | Genomineerd |
| 2007 | Italian Online Movie Award               | Premio speciale alla miglior opera prima |                  | Gewonnen    |
| 2007 | Turkish Film Critics Association Award   | Best Foreign Film                        |                  | Genomineerd |
| 2008 | Gopo Award                               | Best European Film                       | Géla Babluani    | Gewonnen    |